# Sarasota Grand Prix 1978
Il Sarasota Grand Prix 1978  è stato un torneo di tennis giocato sul sintetico indoor. È stata la 1ª edizione del Sarasota Grand Prix, che fa parte del Colgate-Palmolive Grand Prix 1978. Si è giocato a Sarasota negli Stati Uniti, dal 29 gennaio al 5 febbraio 1978.

## Campioni

### Singolare
Tomáš Šmíd ha battuto in finale  Nick Saviano con il punteggio di 7–6 0–6 7–5

### Doppio
Colin Dowdeswell /  Geoff Masters hanno battuto in finale  Byron Bertram /  Bernard Mitton con il punteggio di 2–6, 6–3, 6–2